# Opere di Giovanni Bellini
Elenco delle opere di Giovanni Bellini, in ordine cronologico.

## Formazione (1450-1465)
| Opera | Titolo | Data                | Dimensioni | Tecnica                           | Città      | Ubicazione                         | Paese       |
| ----- | --- | ------------------- | ---------- | --------------------------------- | ---------- | ---------------------------------- | ----------- |
|       | San Girolamo nel deserto | 1450 circa          | 44×23 cm   | tempera su tavola                 | Birmingham | Barber Institute of Fine Arts      | Regno Unito |
|       | Madonna col Bambino | 1450 circa          | 93,5x77 cm | tempera su tavola                 | Kiev       | Museum of Western and Oriental Art | Ucraina     |
|       | Quattro miniature per la Passione di san Maurizio e soci (già attribuite ad Andrea Mantegna ora dibattute tra Jacopo e Giovanni Bellini) | ante 1º giugno 1453 | 18,7×13 cm | tempera su pergamena              | Parigi     | Bibliothèque de l'Arsenal          | Francia     |
|       | Madonna che adora il Bambino dormiente                                                                                                   | 1460-1465           | 72×46 cm   | tempera su tavola                 | New York   | Metropolitan Museum of Art         | Stati Uniti |
|       | Cristo morto tra la Vergine e Giovanni Evangelista                                                                                       | 1455-1460 circa     | 52×42 cm   | tempera su tavola                 | Bergamo    | Accademia Carrara                  | Italia      |
|       | Crocifissione di San Salvador | 1455-1460 circa     | 55×30 cm   | tempera su tavola                 | Venezia    | Museo Correr                       | Italia      |
|       | Trasfigurazione di Cristo | 1455-1460 circa     | 143×68 cm  | tempera su tavola                 | Venezia    | Museo Correr                       | Italia      |
|       | Cristo in pietà nel sepolcro | 1460 circa          | 48×38 cm   | tempera su tavola                 | Milano     | Museo Poldi Pezzoli                | Italia      |
|       | Cristo morto sorretto da due angeli | 1460 circa          |            | tempera su tavola                 | Venezia    | Museo Correr                       | Italia      |
|       | Cristo morto sorretto da Maria e Giovanni                                                                                                | 1460-1465           | 86×107 cm  | tempera su tavola                 | Milano     | Pinacoteca di Brera                | Italia      |
|       | Cristo benedicente | 1460 circa          | 58×44 cm   | tempera su tavola                 | Parigi     | Museo del Louvre                   | Francia     |
|       | Madonna col Bambino | 1455 circa          | 50×32 cm   | tempera su tavola                 | Pavia      | Pinacoteca Malaspina               | Italia      |
|       | Madonna col Bambino | 1459-1460           | 64x44 cm   | tempera su tavola                 | Filadelfia | Philadelphia Museum of Art         | Stati Uniti |
|       | Madonna Lehman | 1470 circa          | 72×46 cm   | tempera su tavola                 | New York   | Metropolitan Museum of Art         | Stati Uniti |
|       | Madonna col Bambino su un parapetto | 1460 circa          | 67×49 cm   | tempera su tavola                 | Berlino    | Staatliche Museen                  | Germania    |
|       | Madonna col Bambino | 1460 circa          | 33×27 cm   | tempera su tavola                 | Oxford     | Ashmolean Museum                   | Regno Unito |
|       | Madonna col Bambino | 1460-1465           | 78×50 cm   | tempera su tavola                 | Milano     | Pinacoteca del Castello Sforzesco  | Italia      |
|       | Madonna col Bambino benedicente | 1460-1464           | 79×63 cm   | tempera su tavola                 | Venezia    | Gallerie dell'Accademia            | Italia      |
|       | Madonna greca | 1460-1464           | 82×62 cm   | tempera su tavola                 | Milano     | Pinacoteca di Brera                | Italia      |
|       | Madonna col Bambino dormiente | 1460-1464           | 52×43,2 cm | olio su tela trasferito su tavola | Venezia    | Museo Correr                       | Italia      |
|       | Madonna Lochis | 1460-1464           | 47×34 cm   | tempera su tavola                 | Bergamo    | Accademia Carrara                  | Italia      |
|       | Presentazione al Tempio | 1460-1464           | 80×105 cm  | tempera su tavola                 | Venezia    | Fondazione Querini Stampalia       | Italia      |
|       | Il sangue del Redentore | 1460-1465           | 47×34 cm   | tempera su tavola                 | Londra     | National Gallery                   | Regno Unito |

## Maturità
| Opera | Titolo                                                        | Data            | Dimensioni | Tecnica                              | Città                 | Ubicazione                                                                                | Paese       |
| ----- | ------------------------------------------------------------- | --------------- | --- | ------------------------------------ | --------------------- | ----------------------------------------------------------------------------------------- | ----------- |
|       | Trittico di San Sebastiano                                    | 1464-1470 circa | scomparto centrale 127x48 cm, scomparti laterali 103x45 cm, lunetta 59x170 cm | tempera su tavola                    | Venezia               | Gallerie dell'Accademia                                                                   | Italia      |
|       | Trittico di San Lorenzo                                       | 1464-1470 circa | scomparto centrale 127x48 cm, scomparti laterali 103x45 cm, lunetta (ricomposta) 75x188 cm | tempera su tavola                    | Venezia               | Gallerie dell'Accademia                                                                   | Italia      |
|       | Trittico della Madonna                                        | 1464-1470 circa | scomparti 127x48 cm, lunetta 60x166 cm | tempera su tavola                    | Venezia               | Gallerie dell'Accademia                                                                   | Italia      |
|       | Trittico della Natività                                       | 1464-1470 circa | scomparto centrale 127x48 cm, scomparti laterali 103x45 cm, lunetta 60x166 cm | tempera su tavola                    | Venezia               | Gallerie dell'Accademia                                                                   | Italia      |
|       | Polittico di San Vincenzo Ferrer                              | 1464-1470 circa | 275×194 cm - San Vincenzo Ferrer, pannello centrale, 167×67 cm - San Cristoforo, pannello laterale, 167×67 cm - San Sebastiano, pannello laterale, 167×67 cm - Angelo annunziante, 72×67 cm - Vergine Annunziata, 72×67 cm - Cristo in pietà, 72×67 cm - Storie di Vincenzo Ferrer, predella                                                                                     | tempera su tavola                    | Venezia               | Basilica dei Santi Giovanni e Paolo                                                       | Italia      |
|       | Orazione nell'orto                                            | 1465 circa      | 81×127 cm | tempera su tavola                    | Londra                | National Gallery                                                                          | Regno Unito |
|       | Testa del Battista                                            | 1465-1470       | tondo, diam 28 cm | tempera su tavola                    | Pesaro                | Musei civici                                                                              | Italia      |
|       | Cristo morto sorretto da due angeli                           | 1465-1470 circa | 83×68 cm | tempera su tavola                    | Berlino               | Staatliche Museen                                                                         | Germania    |
|       | Madonna col Bambino                                           | 1465 circa      | 82×58 cm | tempera su tavola                    | Fort Worth            | Kimbell Art Museum                                                                        | Stati Uniti |
|       | Cristo morto trasportato dagli angeli                         | 1465-1470 circa | 95×71,7 cm | tempera su tavola                    | Londra                | National Gallery                                                                          | Regno Unito |
|       | Crocifisso                                                    | 1465-1470 circa | 57×41 cm | tempera su tavola                    | Firenze               | Galleria Corsini                                                                          | Italia      |
|       | Crocifissione tra i due dolenti                               | 1465-1470 circa | 71×63 cm | tempera su tavola                    | Parigi                | Museo del Louvre                                                                          | Francia     |
|       | Santo con corona d'alloro                                     | 1470            | 26×20,5 cm | tempera su tavola                    | Venezia               | Museo Correr                                                                              | Italia      |
|       | Madonna col Bambino dormiente o Madonna Frizzoni              | 1470-1475       | 52,5×43,2 cm | tempera su tavola trasferita su tela | Venezia               | Museo Correr                                                                              | Italia      |
|       | Madonna col Bambino                                           | 1470-1475       | 65×46,5 cm | tempera su tavola                    | Ajaccio               | Museo Fesch                                                                               | Francia     |
|       | Ritratto di ragazzo                                           | 1475 circa      | 38×23 cm | olio su tavola                       | Birmingham            | Barber Institute of Fine Arts                                                             | Regno Unito |
|       | Pala di Pesaro                                                | 1471-1483       | - Incoronazione della Vergine e santi, 262×240 cm, Pesaro, Musei civici - Caduta di san Paolo, 40×36 cm, Pesaro, Musei civici - Conversione di san Paolo, 40×42 cm, Pesaro, Musei civici - San Gerolamo penitente, 40×36 cm, Pesaro, Musei civici - San Terenzio, 40×36 cm, Pesaro, Musei civici - Compianto su Cristo morto, 106×84 cm, Città del Vaticano, Pinacoteca Vaticana | olio su tavola                       | Pesaro                | Musei civici                                                                              | Italia      |
|       | Pietà fra due santi                                           | 1472            | 115×317 cm | tempera su tela                      | Venezia               | Palazzo Ducale                                                                            | Italia      |
|       | Polittico di Genzano di Lucania                               | 1473-1474 circa | 155×190 cm | tempera su tavola                    | Genzano di Lucania    | chiesa di Santa Maria della Platea                                                        | Italia      |
|       | Cristo morto sorretto dagli angeli                            | 1474 circa      | 91×131 cm | tempera su tavola                    | Rimini                | Pinacoteca Comunale                                                                       | Italia      |
|       | Ritratto di Jörg Fugger                                       | 1474            | 50×38,6 cm | olio su tavola                       | Milano                | collezione privata                                                                        | Italia      |
|       | Ritratto di Jörg Fugger                                       | 1474            | 26×20 cm | olio su tavola                       | Pasadena              | Norton Simon Museum                                                                       | Stati Uniti |
|       | Madonna in trono che adora il Bambino dormiente               | 1473-1475 circa | 120×63 cm | tempera su tavola                    | Venezia               | Gallerie dell'Accademia                                                                   | Italia      |
|       | Madonna col Bambino                                           | 1475 circa      | 77×57 cm | tempera su tavola                    | Verona                | Museo di Castelvecchio                                                                    | Italia      |
|       | Madonna col Bambino                                           | 1475 circa      | 83×62 cm | tempera su tavola                    | Rovigo                | Palazzo Roverella                                                                         | Italia      |
|       | Madonna col Bambino                                           | 1475 circa      | 75×50 cm | tempera su tavola                    | Venezia               | Già nella Chiesa della Madonna dell'Orto, fu rubata il 1º marzo 1993 e non più recuperata | Italia      |
|       | Madonna in adorazione del Bambino                             | 1475 circa      | 77×56 cm | tempera su tavola                    | Firenze               | Collezione Contini Bonacossi                                                              | Italia      |
|       | Madonna col Bambino                                           | 1475 circa      | 76×53 cm | tempera su tavola                    | Berlino               | Staatliche Museen                                                                         | Germania    |
|       | Madonna Contarini                                             | 1475-1480       | 78×56 cm | olio su tavola                       | Venezia               | Gallerie dell'Accademia                                                                   | Italia      |
|       | Ritratto di umanista                                          | 1475-1480       | 35×28 cm | olio su tavola                       | Milano                | Pinacoteca del Castello Sforzesco                                                         | Italia      |
|       | Ritratto di giovane uomo                                      | 1475-1478       | 33,7x27,5 cm | olio su tavola                       | Bergamo               | Accademia Carrara                                                                         | Italia      |
|       | Ritratto di giovane uomo                                      |                 | 32,2x27 cm | olio su tavola                       | Berlino               | Staatliche Museen                                                                         | Germania    |
|       | Resurrezione di Cristo                                        | 1475-1479       | 148×128 cm | olio su tavola trasferita su tela    | Berlino               | Gemäldegalerie                                                                            | Germania    |
|       | Trasfigurazione di Cristo                                     | 1478-1479 circa | 115×152 cm | olio su tavola                       | Napoli                | Museo e Gallerie Nazionali di Capodimonte                                                 | Italia      |
|       | Ritratto di giovane                                           | 1480 circa      | 26,7x21,3 cm | olio su tavola                       | New York              | Brooklyn Museum                                                                           | Stati Uniti |
|       | San Girolamo leggente in un paesaggio                         | 1480-1485 circa | olio e tempera su tavola | 47×33,7 cm                           | Londra                | National Gallery                                                                          | Regno Unito |
|       | Pala di San Giobbe                                            | 1480-1485 circa | olio su tavola | 471×258 cm                           | Venezia               | Gallerie dell'Accademia                                                                   | Italia      |
|       | San Francesco in estasi                                       | 1480-1485       | olio su tavola | 120×137 cm                           | New York              | Frick Collection                                                                          | Stati Uniti |
|       | San Girolamo Contini Bonacossi                                | 1480 circa      | olio su tavola | 145×114 cm                           | Firenze               | Galleria degli Uffizi                                                                     | Italia      |
|       | Madonna col Bambino                                           | 1480-1485       | olio su tavola | 52,3×41,5 cm                         | Washington            | National Gallery of Art                                                                   | Stati Uniti |
|       | Madonna col Bambino e paesaggio sullo sfondo                  | 1480-1485       | olio su tavola | 71,7x52,8 cm                         | Washington            | National Gallery of Art                                                                   | Stati Uniti |
|       | Madonna col Bambino                                           | 1480-1490 circa | olio su tavola | 78×58 cm                             | Londra                | National Gallery                                                                          | Regno Unito |
|       | Madonna di Alzano                                             | 1485 circa      | olio su tavola | 83×66 cm                             | Bergamo               | Accademia Carrara                                                                         | Italia      |
|       | Ritratto d'uomo con barba                                     | 1485 circa      | tempera su tavola | 13×10 cm                             | Tulsa                 | Philbrook Museum of Art                                                                   | Stati Uniti |
|       | Madonna dai Cherubini rossi                                   | 1485 circa      | olio su tavola | 77×60 cm                             | Venezia               | Gallerie dell'Accademia                                                                   | Italia      |
|       | Madonna col Bambino                                           | 1485 circa      | 72×55 cm | olio su tavola trasferita su tela    | Kansas City           | Nelson-Atkins Museum of Art                                                               | Stati Uniti |
|       | Madonna col Bambino                                           | 1485-1488       | 62×47 cm | olio su tela                         | Glasgow               | Burrell Collection                                                                        | Regno Unito |
|       | Madonna col Bambino                                           | 1485-1490       | 89×71 cm | olio su tavola                       | New York              | Metropolitan Museum of Art                                                                | Stati Uniti |
|       | Ritratto di giovane in rosso                                  | 1485-1490       | 32×26 cm | olio e tempera su tavola             | Washington            | National Gallery of Art                                                                   | Stati Uniti |
|       | Ritratto di condottiero                                       | 1475-1480       | 46,9x32,6 cm | olio su tavola                       | Washington            | National Gallery of Art                                                                   | Stati Uniti |
|       | Madonna degli Alberetti                                       | 1487            | 74×58 cm | olio su tavola                       | Venezia               | Gallerie dell'Accademia                                                                   | Italia      |
|       | Madonna col Bambino                                           | 1480 - 1490     | 75×59 cm | olio su tavola                       | San Paolo del Brasile | Museu d'Arte                                                                              | Brasile     |
|       | Madonna col Bambino e i santi Pietro e Sebastiano             | 1487 circa      | 84×61 cm | olio su tavola                       | Parigi                | Museo del Louvre                                                                          | Francia     |
|       | Pala Barbarigo                                                | 1488            | 200×320 cm | olio su tela                         | Murano                | chiesa di San Pietro Martire                                                              | Italia      |
|       | Trittico dei Frari                                            | 1488            | pannello centrale con la Madonna col Bambino, 184×79 cm, e i pannelli laterali con San Pietro e sant'Agostino e San Marco e san Benedetto, entrambi 115×46 cm | olio su tavola                       | Venezia               | Basilica di Santa Maria Gloriosa dei Frari                                                | Italia      |
|       | Quattro allegorie                                             | 1490 circa      | | olio su tavola                       | Venezia               | Gallerie dell'Accademia                                                                   | Italia      |
|       | Perseveranza                                                  | 1490 circa      | 32×22 cm | olio su tavola                       | Venezia               | Gallerie dell'Accademia                                                                   | Italia      |
|       | Falsità                                                       | 1490 circa      | 34×22 cm | olio su tavola                       | Venezia               | Gallerie dell'Accademia                                                                   | Italia      |
|       | Fortuna                                                       | 1490 circa      | 34×22 cm | olio su tavola                       | Venezia               | Gallerie dell'Accademia                                                                   | Italia      |
|       | Prudenza                                                      | 1490 circa      | 34×22 cm | olio su tavola                       | Venezia               | Gallerie dell'Accademia                                                                   | Italia      |
|       | Madonna col Bambino tra le sante Caterina e Maria Maddalena   | 1490            | 58×107 cm | olio su tavola                       | Venezia               | Gallerie dell'Accademia                                                                   | Italia      |
|       | Madonna col Bambino tra le sante Maria Maddalena e Orsola     | 1490            | 77×104 cm | olio su tavola                       | Madrid                | Museo del Prado                                                                           | Spagna      |
|       | Madonna col Bambino e san Giovannino                          | 1490-1500       | 30×23 cm | tempera e olio su tela               | Indianapolis          | Indianapolis Museum of Art                                                                | Stati Uniti |
|       | Allegoria sacra                                               | 1490-1500 circa | 73×119 cm | olio su tavola                       | Firenze               | Galleria degli Uffizi                                                                     | Italia      |
|       | San Pietro Martire                                            | 1490-1500 circa | 194×84 cm | tempera su tavola                    | Bari                  | Pinacoteca metropolitana                                                                  | Italia      |
|       | Ritratto d'uomo                                               | 1490-1500 circa | 31×26 cm | olio su tavola                       | Firenze               | Galleria degli Uffizi                                                                     | Italia      |
|       | Angelo Annunciante                                            | 1500 circa      | 224×105 cm | olio su tela                         | Venezia               | Gallerie dell'Accademia                                                                   | Italia      |
|       | Vergine Annunziata                                            | 1500 circa      | 224×105 cm | olio su tela                         | Venezia               | Gallerie dell'Accademia                                                                   | Italia      |
|       | Cristo benedicente                                            | 1500 circa      | 59×47 cm | tempera su tavola                    | Fort Worth            | Kimbell Art Museum                                                                        | Stati Uniti |
|       | Ritratto virile                                               | 1500 circa      | 32×26 cm | olio su tavola                       | Parigi                | Museo del Louvre                                                                          | Francia     |
|       | Ritratto di giovane biondo                                    | 1500 circa      | 34×26 cm | olio su tavola                       | Roma                  | Pinacoteca Capitolina                                                                     | Italia      |
|       | Ritratto d'uomo                                               | 1500 circa      | 31×25 cm | olio su tavola                       | Washington            | National Gallery of Art                                                                   | Stati Uniti |
|       | Compianto sul Cristo morto                                    | 1500 circa      | 76×121 cm | disegno su carta                     | Firenze               | Galleria degli Uffizi                                                                     | Italia      |
|       | Circoncisione                                                 | 1500 circa      | 75×102 cm | olio su tavola                       | Londra                | National Gallery                                                                          | Regno Unito |
|       | Madonna col Bambino e i santi Giovanni Battista ed Elisabetta | 1500-1501 circa | 72×90 cm | tempera su tavola                    | Francoforte           | Städelsches Kunstinstitut                                                                 | Germania    |
|       | Battesimo di Cristo                                           | 1500-1502       | 400×263 cm | olio su tavola                       | Vicenza               | chiesa di Santa Corona - Altare Garzadori                                                 | Italia      |
|       | Testa di Cristo                                               |                 | 29×29 cm | olio su tela                         | Stoccolma             | Nationalmuseum                                                                            | Svezia      |
|       | Testa del Redentore                                           | 1500-1502       | 33×22 cm | olio su tavola                       | Venezia               | Gallerie dell'Accademia                                                                   | Italia      |
|       | Piccolo albero con una scritta                                | 1500-1502       | 31×22 cm | frammento - olio su tavola           | Venezia               | Gallerie dell'Accademia                                                                   | Italia      |
|       | Sacra conversazione Giovanelli                                | 1500-1504       | olio su tavola | 75×84 cm                             | Venezia               | Gallerie dell'Accademia                                                                   | Italia      |
|       | Ritratto del doge Leonardo Loredan                            | 1501            | olio su tavola | 62×45 cm                             | Londra                | National Gallery                                                                          | Regno Unito |
|       | Crocifisso in un cimitero ebraico                             | 1501-1503       | olio su tavola | 81×49 cm                             | Prato                 | Galleria di Palazzo Alberti                                                               | Italia      |
|       | Predica di san Marco ad Alessandria d'Egitto                  | 1504-1507       | olio su tela | 347×770 cm                           | Milano                | Pinacoteca di Brera                                                                       | Italia      |
|       | Madonna del Prato                                             | 1505            | olio su tela trasferita su tavola | 67×86 cm                             | Londra                | National Gallery                                                                          | Regno Unito |
|       | Cristo portacroce                                             | 1505 circa      | olio su tavola | 48×27 cm                             | Rovigo                | Pinacoteca dell'Accademia dei Concordi                                                    | Italia      |
|       | Cristo portacroce                                             | 1505-1515       | olio su tavola | 49,5×28,5 cm                         | Boston                | Isabella Stewart-Gardner Museum                                                           | Stati Uniti |
|       | Pietà                                                         | 1505            | olio su tavola | 65×90 cm                             | Venezia               | Gallerie dell'Accademia                                                                   | Italia      |
|       | Pietà                                                         | 1505 circa      | olio su tavola | 103×64 cm                            | Stoccolma             | Nationalmuseum                                                                            | Svezia      |
|       | Padre eterno                                                  | 1500-1505 circa | | 132x102 cm                           | Pesaro                | Musei Civici                                                                              | Italia      |

## Ultima fase (1505-1516)
| Opera | Titolo                                                                                                | Data       | Dimensioni         | Tecnica                           | Città      | Ubicazione                            | Paese       |
| ----- | --- | ---------- | ------------------ | --------------------------------- | ---------- | ------------------------------------- | ----------- |
|       | Pala di San Zaccaria                                                                                  | 1505       | 402×273 cm         | olio su tela trasferito su tavola | Venezia    | Chiesa di San Zaccaria                | Italia      |
|       | Madonna col Bambino e un donatore                                                                     | 1505       | 71×57 cm           | olio su tavola                    | Poznań     | Museo nazionale di Poznań             | Polonia     |
|       | Pietà Donà dalle Rose                                                                                 | 1505 circa | 65×90 cm           | olio su tavola                    | Venezia    | Gallerie dell'Accademia               | Italia      |
|       | Ritratto di giovane uomo                                                                              | 1505 circa | 43×35 cm           | olio su tavola                    | Windsor    | Royal Collection                      | Regno Unito |
|       | San Girolamo leggente nel deserto                                                                     | 1505       | 49×39 cm           | olio su tavola                    | Washington | National Gallery of Art               | Stati Uniti |
|       | Nunc dimittis                                                                                         | 1505-1510  | 62×83 cm           | olio su tavola                    | Madrid     | Museo Thyssen-Bornemisza              | Spagna      |
|       | Pala Priuli                                                                                           | 1506-1510  | 130×64 cm          | olio su tavola                    | Düsseldorf | Museum Kunst Palast                   | Germania    |
|       | Madonna col Bambino, quattro santi e un donatore                                                      | 1507       | 90×145 cm          | olio su tavola                    | Venezia    | Chiesa di San Francesco della Vigna   | Italia      |
|       | Continenza di Scipione                                                                                | 1507-1508  | 74,8 cm × 356,2 cm | olio su tela                      | Washington | National Gallery of Art               | Stati Uniti |
|       | Uccisione di san Pietro Martire                                                                       | 1509       | 67×100 cm          | olio su tavola                    | Londra     | Courtauld Institute Galleries         | Regno Unito |
|       | Madonna col Bambino                                                                                   | 1509       | 84×106 cm          | olio su tavola                    | Detroit    | Institute of Arts                     | Stati Uniti |
|       | Madonna col Bambino                                                                                   | 1510       | 85×118 cm          | olio su tavola                    | Milano     | Pinacoteca di Brera                   | Italia      |
|       | Madonna col Bambino                                                                                   | 1510 circa | 94×73 cm           | olio su tavola                    | Atlanta    | High Museum of Art                    | Stati Uniti |
|       | Madonna col Bambino                                                                                   | 1510       | 50×41 cm           | olio su tavola                    | Roma       | Galleria Borghese                     | Italia      |
|       | Vergine in gloria e santi                                                                             | 1510-1515  | 350×225 cm         | olio su tavola                    | Venezia    | Gallerie dell'Accademia               | Italia      |
|       | Santi Cristoforo, Girolamo e Ludovico di Tolosa                                                       | 1513       | 300×185 cm         | olio su tavola                    | Venezia    | Chiesa di San Giovanni Crisostomo     | Italia      |
|       | Festino degli dei                                                                                     | 1514       | 170×188 cm         | olio su tela                      | Washington | National Gallery of Art               | Stati Uniti |
|       | Bacco fanciullo                                                                                       | 1505-1510  | 48×37 cm           | olio su tavola                    | Washington | National Gallery of Art               | Stati Uniti |
|       | Giovane donna nuda allo specchio                                                                      | 1515       | 62×79 cm           | olio su tela                      | Vienna     | Kunsthistorisches Museum              | Austria     |
|       | Orfeo in un paesaggio                                                                                 | 1515 circa | 39×81 cm           | olio su tavola trasferito su tela | Washington | National Gallery of Art               | Stati Uniti |
|       | Ebbrezza di Noè                                                                                       | 1515 circa | 103×157 cm         | olio su tela                      | Besançon   | Musée des Beaux-Arts et d'Archéologie | Francia     |
|       | Ritratto di fra' Teodoro da Urbino                                                                    | 1515       | 63×50 cm           | olio su tela                      | Londra     | National Gallery                      | Regno Unito |
|       | Compianto sul Cristo morto                                                                            | 1515-1516  | 444×312 cm         | olio su tela                      | Venezia    | Gallerie dell'Accademia               | Italia      |
|       | Madonna col Bambino tra San Pietro, Santa Caterina d'Alessandria, Santa Lucia e San Giovanni Battista | ??         | 97.2x153,7 cm      | tempera e olio su pannello        | New York   | Metropolitan Museum of Art            | Stati Uniti |

## Opere attribuite
| Opera | Titolo                   | Data       | Dimensioni   | Tecnica        | Città   | Ubicazione        | Paese   |
| ----- | ------------------------ | ---------- | ------------ | -------------- | ------- | ----------------- | ------- |
|       | Sant'Agostino            | 1470 circa | 120×40 cm    | olio su tavola | Parigi  | Museo del Louvre  | Francia |
|       | Sant'Antonio abate       | 1470 circa | 120×40 cm    | olio su tavola | Parigi  | Museo del Louvre  | Francia |
|       | Ritratto di giovane uomo | 1500-1510  | 28,7x22,5 cm | olio su tavola | Bergamo | Accademia Carrara | Italia  |